# Aguardiente
Aguardiente (spanisch) oder Aguardente (portugiesisch) ist der in spanisch- oder portugiesischsprachigen Ländern generische Name für Spirituosen zwischen 30 und 60 Volumenprozent Alkohol. Der Name setzt sich aus den Wörtern agua (= Wasser) und ardiente bzw. ardente (= brennend) zusammen. Diese werden mittels Destillation aus Wein, Getreide, Früchten oder Samen gewonnen, zum Beispiel aus Anis, Weintrauben oder Kirschen.

## Brasilien

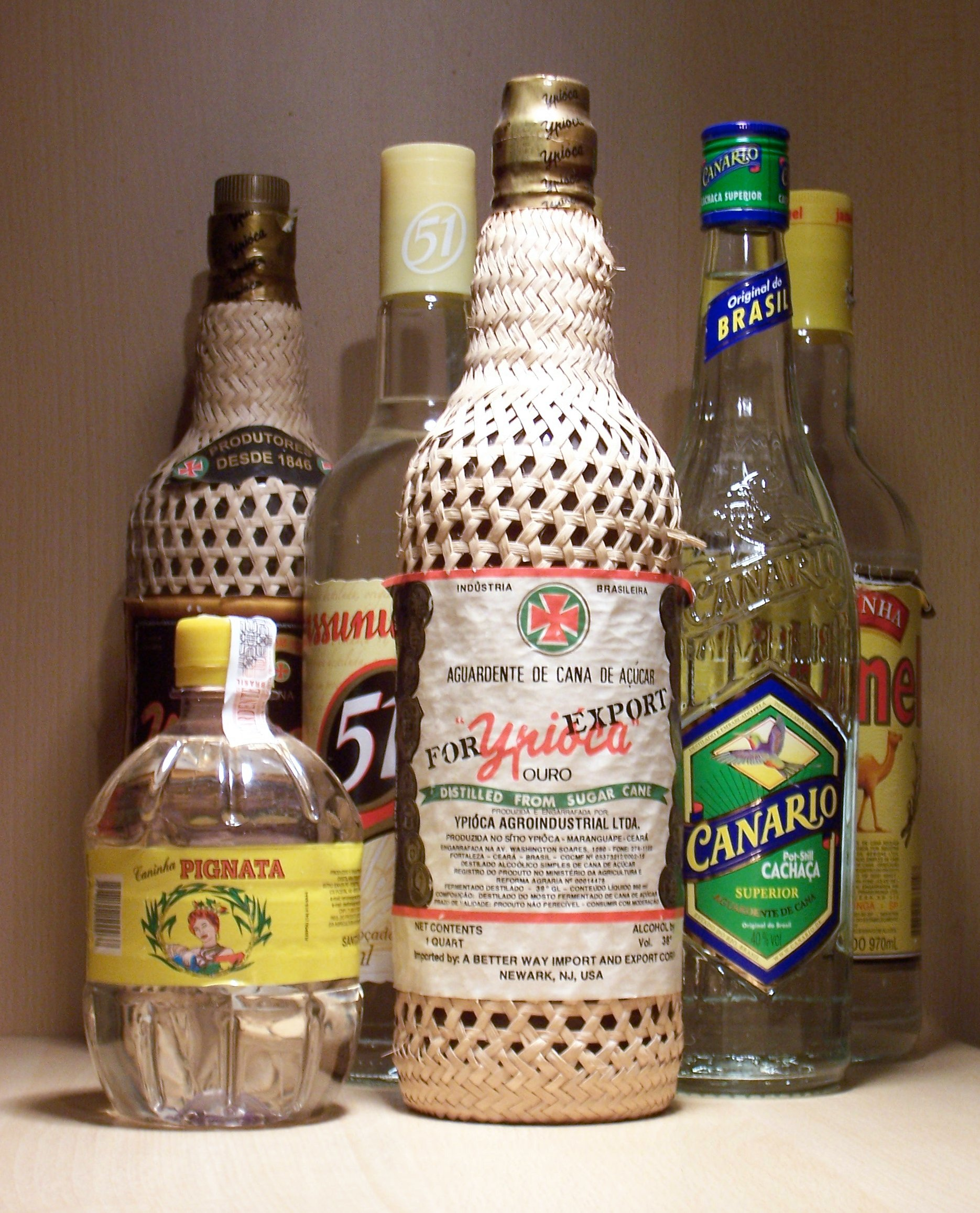
Eine Auswahl bekannter Cachaça-Marken

In Brasilien wird Aguardente ganz überwiegend aus Zuckerrohr hergestellt und heißt dann Cachaça. Eine unüberschaubare Anzahl großer und kleiner Hersteller destilliert Cachaça im ganzen Land, insbesondere in den Bundesstaaten Bahia, Minas Gerais, Rio de Janeiro, Pernambuco und Alagoas.
In Europa sind vor allem Marken wie Pirassununga (Cachaça 51), Pitú, Velho Barreiro, Nêga Fulô und Ypióca bekannt. Traditionell hergestellter Cachaça ist nicht so häufig in Europa zu finden, die Marke Canario ist in dem Bereich die bekannteste.

## Kolumbien
In Kolumbien wird unter Aguardiente ein Schnaps aus Anis und Zuckerrohr verstanden, dessen Alkoholgehalt sich um 29 Volumenprozent bewegt. Die Rechte an dem Brennen des Aguardientes liegen bei den Departamentos (Provinzen), die Vermarktung darf aber überregional sein. Seit einigen Jahren wird Aguardiente außer in Glasflaschen auch in Tetrapaks zu 0,25 und 1 Liter verkauft, um die Verletzungsgefahr zu verringern und um zu verhindern, dass leere Flaschen mit selbstgebranntem Alkohol aufgefüllt und als Aguardiente verkauft werden. Einige Sorten sind auch in Plastikflaschen erhältlich.

Durch die Vielfalt an Geschmacksrichtungen ist der Aguardiente-Markt in Kolumbien hart umkämpft. Mit neuen Kreationen wie zum Beispiel Light-Aguardiente oder zusätzlich aromatisierten Sorten versuchen die Hersteller, ihre Marktanteile zu verteidigen.
Einige bekannte Aguardiente-Marken sind:

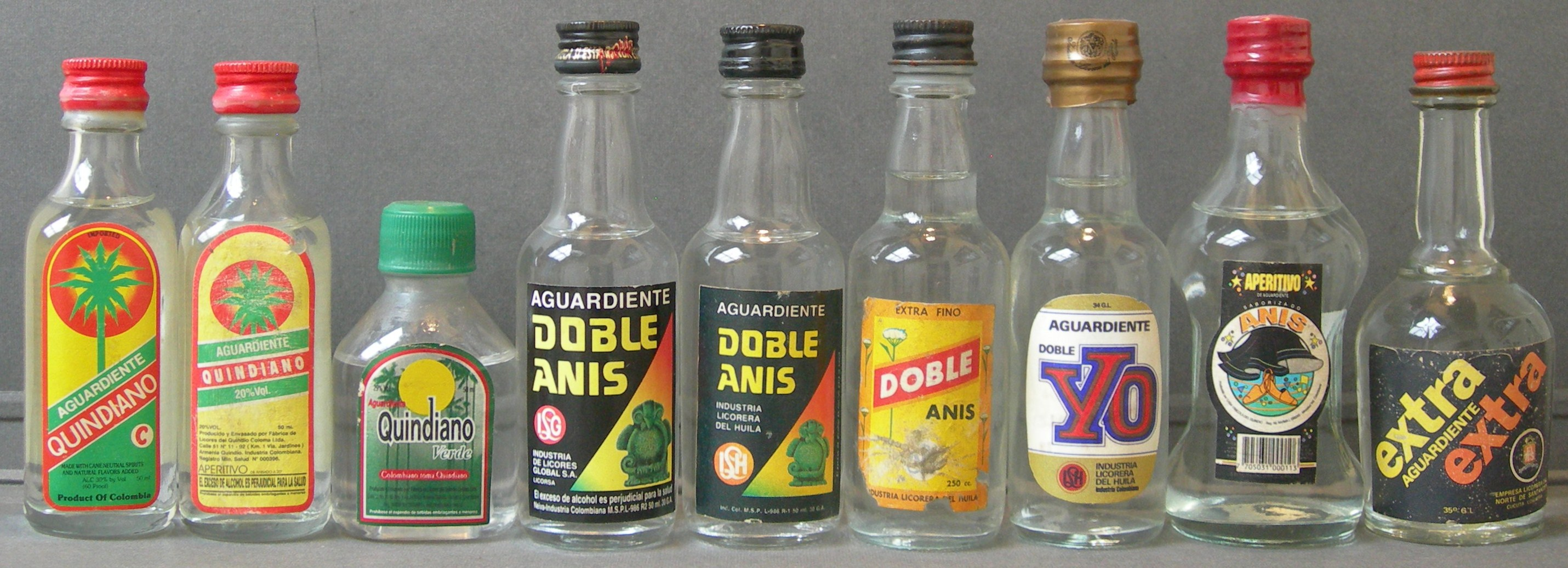
Verschiedene Aguardiente-Flaschen

- Antioqueño[1] aus Antioquia
- Blanco del Valle[2], Valle del Cauca
- Cristal[3], Caldas
- Doble Anís (Huila)
- Líder (Boyacá)
- Llanero (Meta)
- Nariño (Nariño)
- Nectar (Cundinamarca)
- Quindiano (Quindío)
- Superior (Santander)
- Tapa Roja (Tolima)

## Portugal

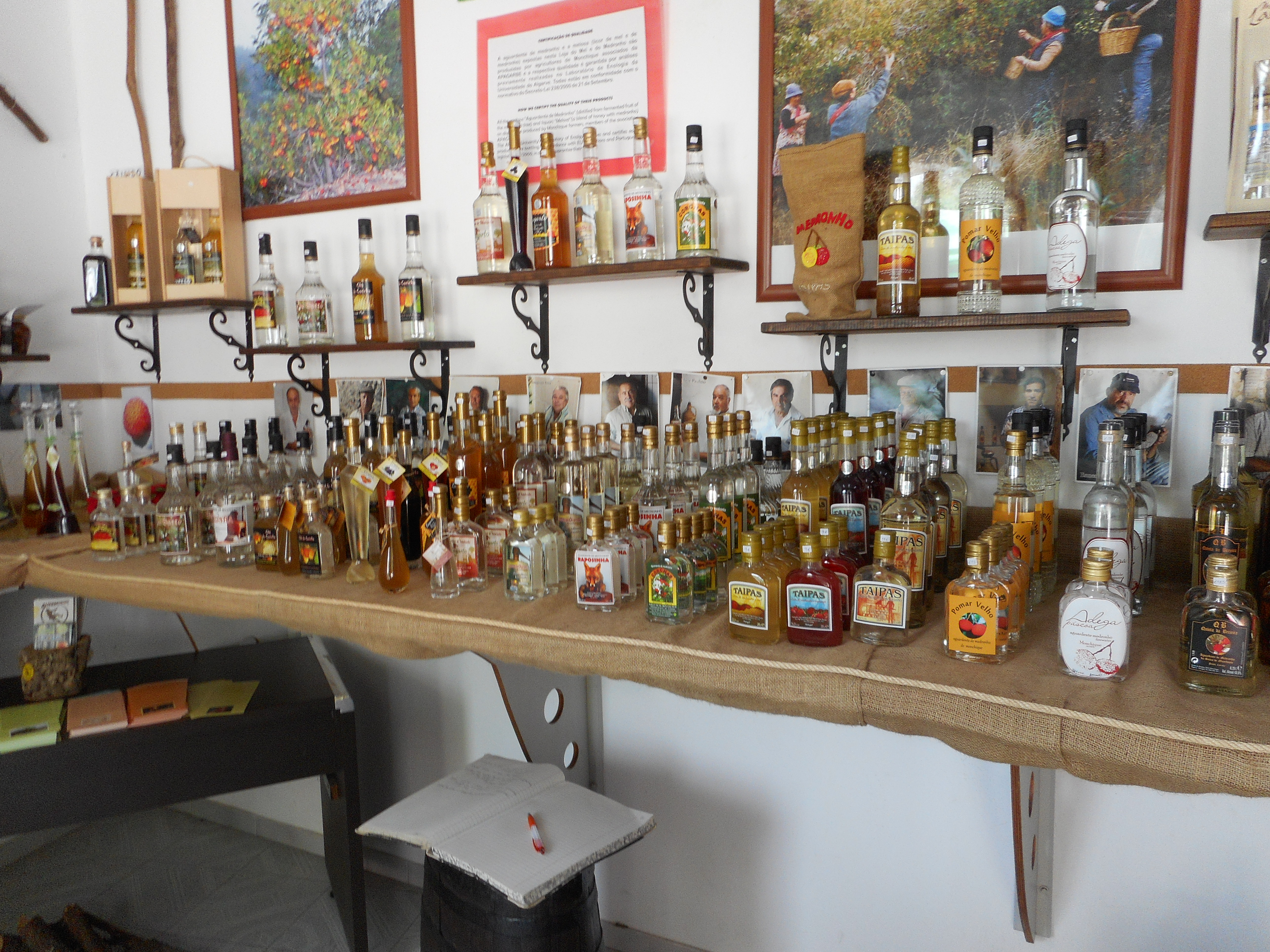
Medronho-Auswahl in einem Geschäft in Monchique an der Algarve

In Portugal wird eine große Vielzahl Aguardentes im ganzen Land gebrannt, von kleinen Hausbrennereien bis zu großen Destillerien. Zu den populärsten Varianten unter den Aguardentes gehört die Aguardente bagaceira, umgangssprachlich meist Bagaço genannt. Der Bagaço wird nicht selten als Zutat Cheirinho (port. für Düftchen) in der Bica, dem portugiesischen Espresso getrunken. Der Bagaço wird aus den Trestern in der Weinherstellung produziert.
Auch aus Wein wird Bagaço hergestellt, technisch meist Aguardente vínica bezeichnet. Er wird ähnlich dem französischen Cognac häufig in Eichenfässern gereift und erhält dann eine goldgelbe Farbe. Er wird als Aguardente velha im Handel angeboten.
Der Aguardente de Medronho, als Medronho bekannt, wird aus den Früchten des Erdbeerbaums im Süden des Landes hergestellt, vor allem an der Algarve.